# Строгальщиков, Виктор Леонидович
Виктор Леонидович Строгальщиков (29 мая 1950 — 16 августа 2021) — русский писатель и журналист. Автор политических триллеров о современной российской жизни.

## Биография
Виктор Строгальщиков родился в Приморье, в семье военнослужащего. В 1960-х годах его родители переехали в Тюмень. Учился в Тюменском индустриальном институте. Работал журналистом в различных газетах и на телевидении, был одним из основателей газеты «Тюменские ведомости». В 1990-х был пресс-секретарём губернатора Тюменской области, пресс-секретарём Тюменской нефтяной компании, советником министра топливной энергетики.
Дебютом в литературе стал роман «Слой». Строгальщиков, по его собственным словам, начал писать, вспомнив присказку: если не можешь найти книжку, которую тебе хотелось бы прочитать, — напиши её сам . Роман был опубликован в 1996 году в тюменском издательстве «Софтдизайн» тиражом 50000 экземпляров.
После того, как второй роман Строгальщикова «Слой-2» в 2002 году победил в конкурсе «Российский сюжет», «Слой» был опубликован в московском издательстве «Пальмира». Там же вышли и следующие книги автора. В 2007 году все написанные Строгальщиковым романы («Слой» с двумя продолжениями, «Край», «Стыд») попали в финал премии «Большая книга» как единый цикл.
Сейчас Строгальщиков чередует написание романов с журналистской деятельностью.

## Творчество
Действие романов Строгальщикова происходит в знакомой ему Тюмени и Тюменской области, отличается достоверностью описаний, простым языком. Главные герои — журналисты (центральный персонаж Владимир Лузгин — альтер эго автора), банкиры, политики, нефтяники. Его сравнивают с такими писателями, как Артур Хейли и Юлия Латынина. Критик в «Новом мире» пишет о романах Строгальщикова:

Если бы писателя Виктора Строгальщикова не существовало, его следовало бы придумать — сочинить, сотворить путём алхимических пиар-технологий. Потому что его трёхтомный роман представляет собой зримую реализацию носившихся в воздухе предчувствий крупного произведения о девяностых годах, своего рода батального полотна. 

<…> 

Не будет большим преувеличением назвать «Слои» Строгальщикова новой энциклопедией современной русской жизни.